# 斎藤誠 (行政法学者)
齋藤 誠（さいとう まこと、1963年 - ）は、日本の法学者。東京大学大学院法学政治学研究科教授。専攻は行政法・地方自治法。塩野宏門下。岡山県出身。

## 経歴
略歴は以下の通り。
- 1986年 - 東京大学法学部卒業
- 1986年 - 東京大学法学部助手
- 1990年 - 筑波大学社会科学系専任講師
- 1993年 - 筑波大学社会科学系助教授
- 1996年 - 東京大学大学院総合文化研究科助教授
- 1998年 - フライブルク大学客員研究員（2000年まで）
- 2002年 - 東京大学大学院法学政治学研究科助教授
- 2003年 - 東京大学大学院法学政治学研究科教授

## 著書

### 単著
- 『現代地方自治の法的基層』（有斐閣、2012年）

### 共著
- （大橋洋一・山本隆司）『行政法判例集 総論・組織法』（有斐閣、初版・2003年、第2版・2006年）

### 共編
- （小早川光郎・天川晃・磯部力・森田朗）『史料 日本の地方自治＜全3巻＞』（学陽書房、1999年）
- （磯部力・小幡純子）『地方自治判例百選〔第3版〕』（有斐閣、2003年）
- （高橋滋・藤井昭夫）『条解 行政情報関連三法』（弘文堂、2011年）
- （大橋洋一・山本隆司）『行政法判例集Ⅱ 救済法』（有斐閣、2012年）
- （磯部力・小幡純子）『地方自治判例百選〔第4版〕』（有斐閣、2013年）
- （山本隆司）『行政判例百選Ⅰ〔第8版〕』（有斐閣、2022年）
- （山本隆司）『行政判例百選Ⅱ〔第8版〕』（有斐閣、2022年）